# Alois Staudt
Alois Staudt, décédé le 11 mai 1897 à Kumba (Johann-Albrechtshöhe), est un jardinier, collecteur et bryologue allemand qui fut actif au Cameroun à l'ère coloniale (Kamerun).

## Biographie
Sa vie est peu connue.
De 1893 à 1895 il est l'assistant de Georg August Zenker qui dirige la station scientifique de Yaoundé. En 1895, après le départ de Zenker, il prend en charge celle de Lolodorf, puis de 1895 jusqu'à sa mort en 1897, celle de la Johann-Albrechtshöhe (auj. Kumba, près du lac Barombi Mbo).

## Hommages

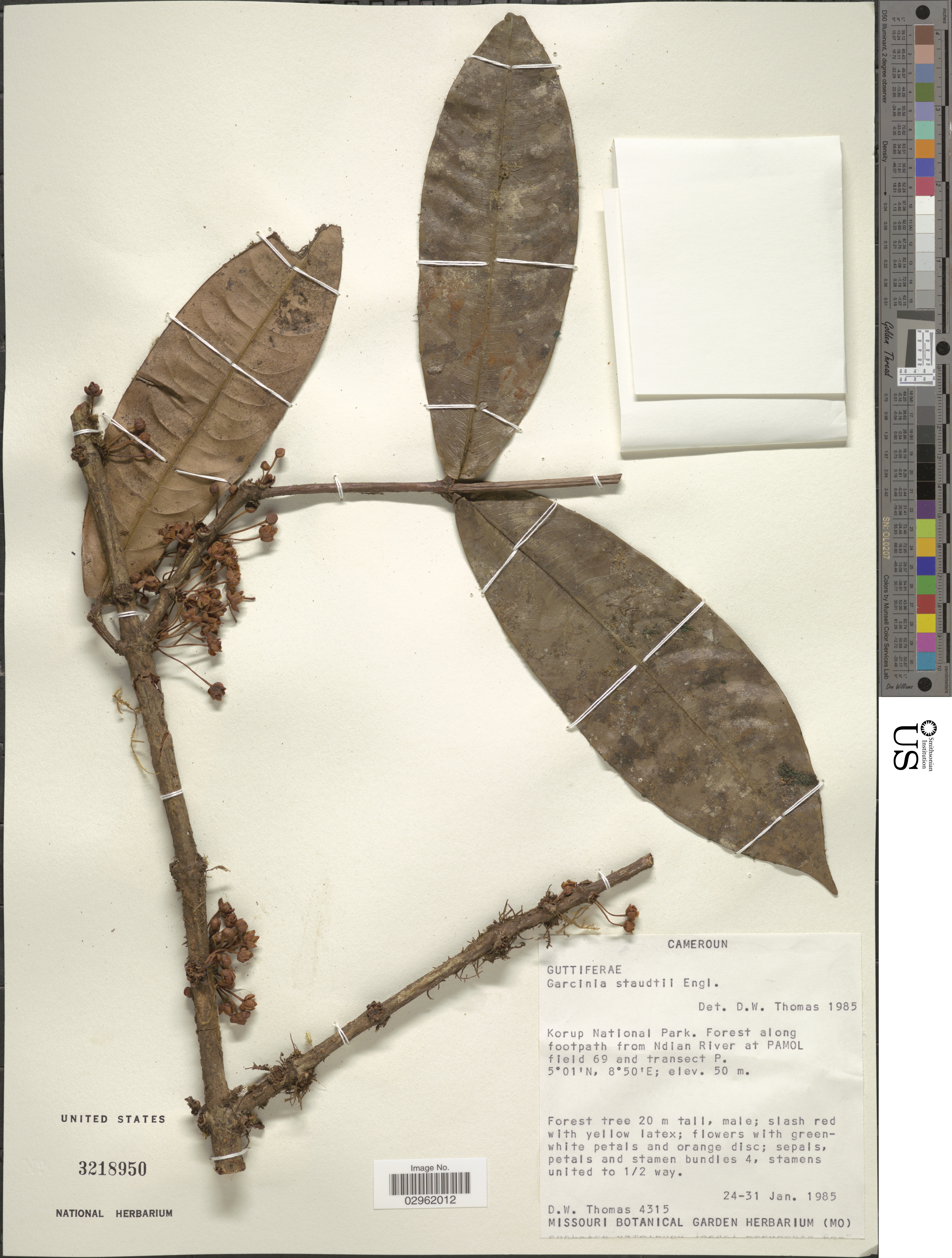
Garcinia staudtii (parc national de Korup, Cameroun).

Le genre Staudtia lui est dédié, de même que les épithètes spécifiques de nombreuses espèces, telles que : Acridocarpus staudtii, Archilejeunea staudtiana, Begonia staudtii, Cleistopholis staudtii, Frullania staudtiana, Garcinia staudtii, Hygrolejeunea staudtiana, Hookeriopsis staudtii, Mastigobryum staudtianum, Plagiochila staudtiana, Rhodobryum staudtii, Salacia staudtiana, Stachyothyrsus staudtii, ou Trichosteleum staudtii.